# Parafia Najświętszego Serca Pana Jezusa w Sułkowicach
Parafia Najświętszego Serca Pana Jezusa w Sułkowicach – rzymskokatolicka parafia należąca do dekanatu sułkowickiego w archidiecezji krakowskiej. 
Kościół parafialny został zbudowany w stylu neoromańskim, na wzór bazylik wczesnochrześcijańskich, ma trzy nawy. Budowa, z dużymi przerwami, trwała od 1936 do 1964 r.

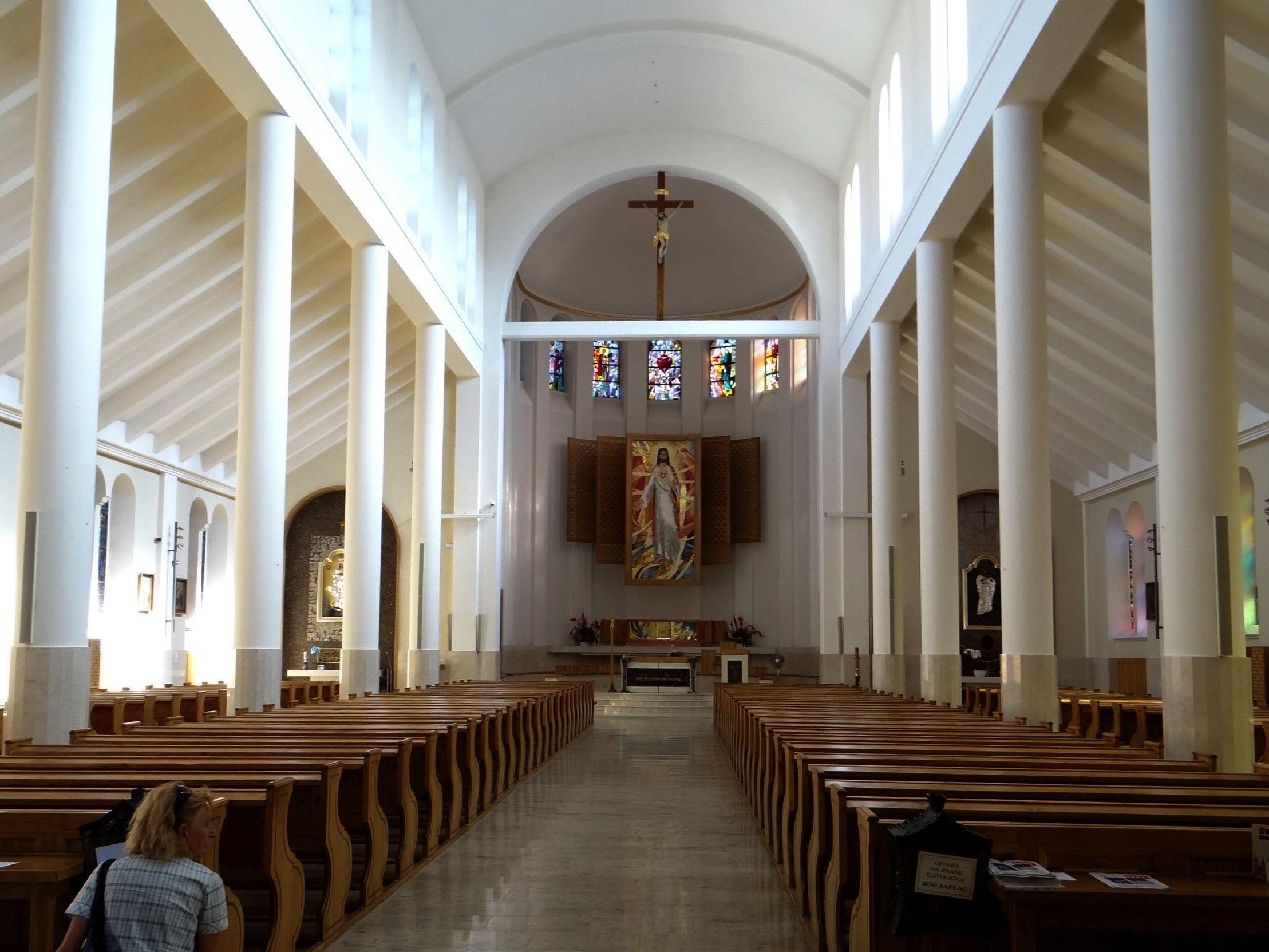
Wnętrze kościoła

Świątynię konsekrował bp Julian Groblicki 8 listopada 1964 r. Wyposażenie kościoła stanowią m.in. 24-głosowe organy piszczałkowe o dwóch manuałach (klawiaturach) i pedale, wybudowane w 1985 r. przez firmę organmistrzowską Włodzimierza Truszczyńskiego z Warszawy, ołtarze boczne Niepokalanego Poczęcia Matki Bożej i św. Józefa. Parafia posiada cztery dzwony m.in. Dzwon „Karol” poświęcony przez kard. Karola Wojtyłę. Dwa dzwony pękły. W ich miejsce zostały odlane nowe dzwony: „Serce Jezusa” i „Święty Jan Kanty”. Zostały poświęcone przez księdza kardynała Stanisława Dziwisza podczas bierzmowania 20 czerwca 2007.
W 2008 roku został wymieniony dach.

## Grupy parafialne
Rada Duszpasterska, Grupa Apostolska, Róże Różańcowe, Straż Honorowa NSPJ, Oaza Dzieci Bożych, Koło Misyjne, Koło Stacyjne, Chór Apassionata, ministranci, lektorzy, gazeta parafialna „Od serca”.

## Inne kościoły i kaplice na terenie parafii
- Kaplica Podwyższenia Krzyża Świętego, tzw. Kaplica „Na Oblasku”, ok. 500 m od kościoła
- Kaplica św. Zofii, ok. 300 m od kościoła